# Чарлтон (Меріленд)
Чарлтон (англ. Charlton) — переписна місцевість (CDP) в США, в окрузі Вашингтон штату Меріленд. Населення — 166 осіб (2020).

## Географія
Чарлтон розташований за координатами 39°38′4″ пн. ш. 77°53′40″ зх. д. / 39.63444° пн. ш. 77.89444° зх. д. (39.634401, -77.894364).  За даними Бюро перепису населення США в 2010 році переписна місцевість мала площу 0,42 км², уся площа — суходіл.

## Демографія
Згідно з переписом 2010 року, у переписній місцевості мешкала 171 особа в 57 домогосподарствах у складі 48 родин. Густота населення становила 404 особи/км².  Було 59 помешкань (139/км²).
Расовий склад населення:
| - 97,1 % — білих - 0,6 % — азіатів |

До двох чи більше рас належало 2,3 %. Частка іспаномовних становила 0,0 % від усіх жителів.
За віковим діапазоном населення розподілялося таким чином: 33,9 % — особи молодші 18 років, 61,4 % — особи у віці 18—64 років, 4,7 % — особи у віці 65 років та старші. Медіана віку мешканця становила 33,8 року. На 100 осіб жіночої статі у переписній місцевості припадало 98,8 чоловіків;  на 100 жінок у віці від 18 років та старших — 113,2 чоловіків також старших 18 років.
Середній дохід на одне домашнє господарство  становив 110 061 долар США (медіана — 133 667), а середній дохід на одну сім'ю — 110 061 долар (медіана — 133 667). 
Цивільне працевлаштоване населення становило 74 особи. Основні галузі зайнятості: роздрібна торгівля — 28,4 %, освіта, охорона здоров'я та соціальна допомога — 20,3 %, науковці, спеціалісти, менеджери — 16,2 %, будівництво — 12,2 %.